# Harry Novillo
Harry Novillo (ur. 11 lutego 1992 w Lyonie) – martynikański piłkarz francuskiego pochodzenia występujący na pozycji napastnika w australijskim klubie Melbourne City oraz w reprezentacji Martyniki. Wychowanek Olympique Lyon, w swojej karierze grał także w takich zespołach jak Le Havre AC, Gazélec Ajaccio, RAEC Mons oraz Clermont Foot. Były reprezentant Francji do lat 19.